# Gran Belt

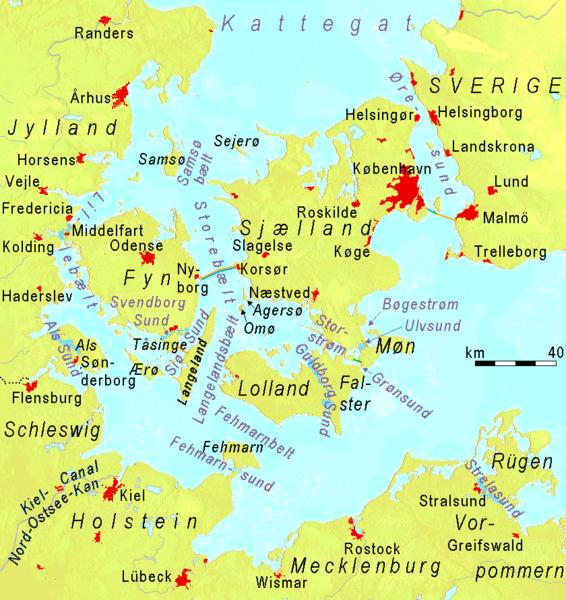
Mapa que mostra els estrets de Dinamarca

El Gran Belt (en danès: Storebælt) és l'estret que hi ha entre les illes daneses de Fiònia (Fyn en danès) a i Sjælland. En un sentit més ampli, l'estret s'estendria vers el sud a través de l'estret de Langelands Bælt entre les illes de Langeland i Lolland amb una amplada de només 10-12 km d'amplada.
El Gran Belt arriba a una fondària de fins a 60 m, una amplada que oscil·la entre 20 i 30 km i una llargària d'uns 70 km en sentit estricte, afegint el Langelands Bælt la longitud arriba a uns 100 km. És un dels tres estrets que comuniquen el Kattegat amb la mar Bàltica, els altres dos són l'Øresund i el Petit Belt.
La meitat est de l'estret, entre l'illot de Sprogø i la costa de Sjælland és considerada com a aigües internacionals i la meitat oest aigües territorials daneses des que va entrar en vigor la Convenció de Copenhagen del 1857, un tractat internacional que va posar fi a la prohibició dels estrets danesos al comerç internacional i l'obligació de pas a través de l'Øresund gravada amb un peatge.
Des del 1998 el pont del Gran Belt (Storebæltsbroen) travessa l'estret en dos trams, un entre l'illa de Fiònia i l'illot de Sprogø, que combina el ferrocarril i la carretera, i un altre entre Sjælland i Sprogø només per al trànsit rodat que es complementa amb un túnel ferroviari sota el mar.